# Estação Elevatória a Vapor dos Barbadinhos

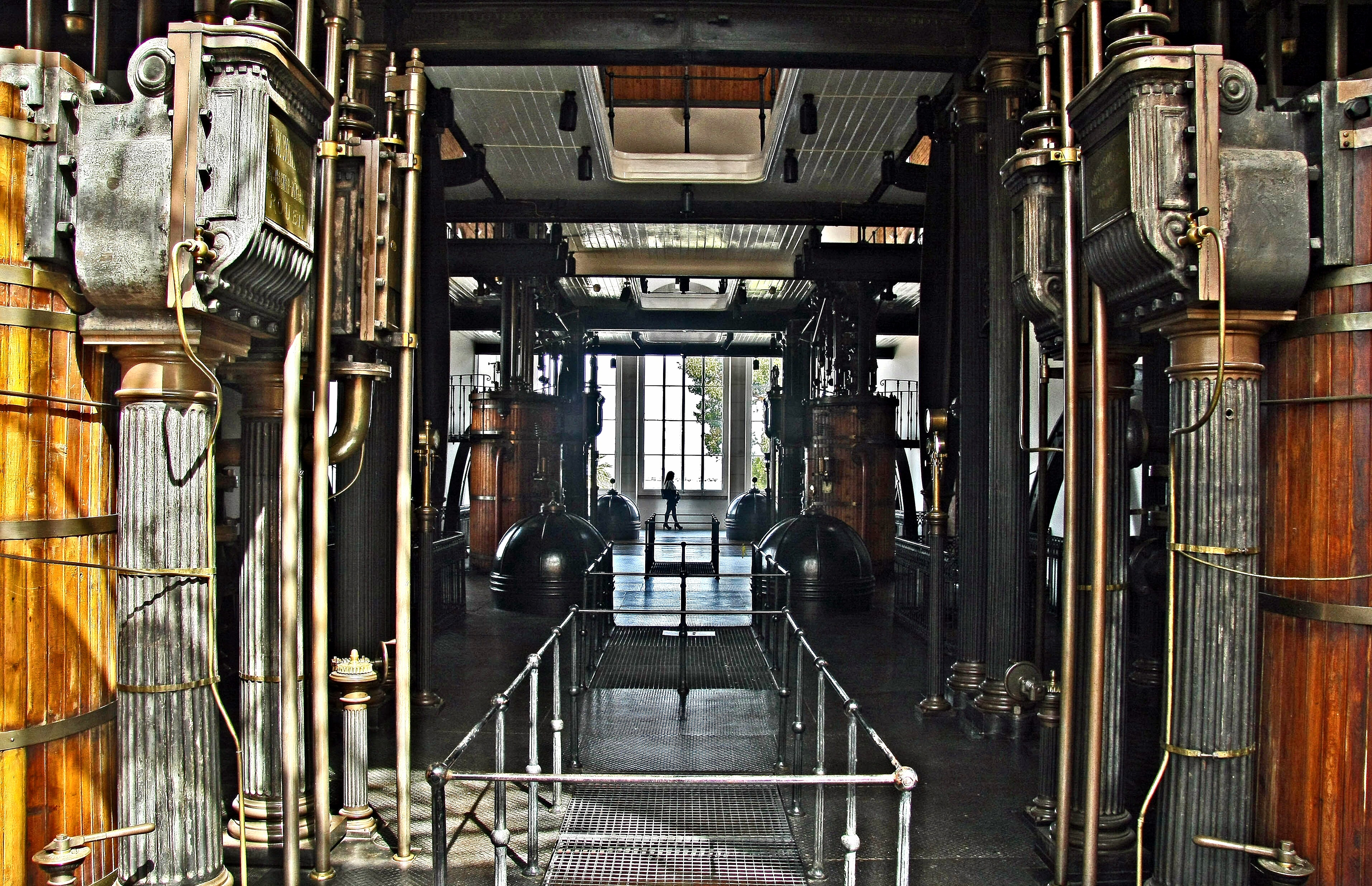
Estação Elevatória a Vapor dos Barbadinhos

A Estação Elevatória a Vapor dos Barbadinhos localiza-se na freguesia de São Vicente, na cidade, concelho e distrito de Lisboa, em Portugal, constituindo atualmente um dos quatro núcleos do Museu da Água da EPAL.

## História
Foi construída junto ao reservatório final do Aqueduto do Alviela, com a função de elevação das águas provenientes do rio Alviela para o Reservatório da Verónica e para a Cisterna do Monte.
Inaugurada a 3 de outubro de 1880, esteve em serviço, ininterruptamente, até 1928, tendo sido responsável pela expansão da distribuição domiciliária de água na cidade.
O edifício preserva o antigo equipamento - quatro máquinas a vapor construídas nas Oficinas de E. W. Windsor de Ruão -, referência do património histórico industrial, e acolhe a exposição permanente do Museu da Água da EPAL.
As máquinas, cujo vapor era produzido por cinco caldeiras, são todas do mesmo tipo: êmbolos verticais de dois cilindros cada, com camisa de vapor – sistema Woolf – de expansão variável e de condensação.
A Estação Elevatória dos Barbadinhos encontra-se classificado como Conjunto de Interesse Público (CIP) desde 2010.
O núcleo museológico desenvolve atualmente actividade cultural, quer sobre a sua vertente patrimonial, quer com eventos de arte nas suas duas salas de exposição: a de Exposição Permanente e a de Exposições Temporárias.